# Аліна Яновська
Аліна Яновська (пол. Alina Maria Janowska-Zabłocka; 16 квітня 1923, Варшава — 13 листопада 2017, Варшава) — польська актриса, учасниця Варшавського повстання.

## Біографія
Народилася 16 квітня 1923 року в Варшаві. Походила з дворянської сім'ї. У 1939 році покинула Креси і знову приїхала до Варшави. У 1942 році була заарештована і протягом декількох місяців перебувала в ув'язненні у варшавській в'язниці «Сербія» (жіночий відділ «Павяк»). Взяла участь у Варшавському повстанні, служила в батальйоні «Кілінський» з першого до останнього дня повстання.
Виконувала роль в першому польському післявоєнному художньому фільмі, допущене цензурою в кінотеатри — «Заборонені пісеньки». Багато років грала в варшавських театрах, однак стала популярною в основному завдяки участі у фільмах і телесеріалах.
Була одружена з відомим польським фехтувальником-шаблістів Войцехом Заблоцьким і народила сина Міхала, який став телесценарист.
Померла 13 листопада 2017 року у Варшаві від хвороби Альцгеймера.

## Вмбрана фільмографія
- 1946 — Заборонені пісеньки / Zakazane piosenki
- 1948 — Останній етап / Ostatni Etap
- 1948 — Скарб / Skarb
- 1961 — Самсон / Samson
- 1970 — Дятел / Dzięcioł